# Leslie Nielsen
Leslie William Nielsen (Regina, 11 febbraio 1926 – Fort Lauderdale, 28 novembre 2010) è stato un attore e comico canadese naturalizzato statunitense.
In oltre sessant'anni di carriera, Nielsen è apparso in più di 100 film e 1500 programmi televisivi, impersonando più di 220 personaggi. Fece il suo debutto in televisione nel 1948, ma nei due anni successivi aveva già alle spalle quasi cinquanta comparsate sul piccolo schermo. Nel 1956 compì il suo esordio cinematografico ne Il pianeta proibito, e in seguito recitò in diversi film drammatici, western e romantici. Le sue interpretazioni da protagonista ne Il pianeta proibito e ne L'avventura del Poseidon (1972) ottennero un grande successo.
È conosciuto soprattutto per i suoi ruoli comici in L'aereo più pazzo del mondo (1980) e nella trilogia di Una pallottola spuntata (1988-1994), basata sulla serie televisiva Quelli della pallottola spuntata del 1982, nella quale era tra i protagonisti. La rappresentazione di personaggi seri in apparenza ignari (e di conseguenza complici) dell'assurdità delle situazioni in cui sono coinvolti gli diedero l'illustre reputazione di comico tra i più richiesti e apprezzati ad Hollywood. Nell'ultimo ventennio di carriera, comparve in molti film comici e parodie, molti dei quali vennero accolti freddamente dai critici, ma ottenendo sempre un grande successo di pubblico.
Ottenne diversi premi, assieme all'inserimento nella Hollywood Walk of Fame e nella Canada's Walk of Fame. Nielsen si sposò quattro volte ed ebbe due figlie dal suo secondo matrimonio.

## Biografia
Leslie Nielsen nacque l'11 febbraio 1926 a Regina, nello Saskatchewan. Sua madre, Mabel Elizabeth Nielsen (nata Davies), era un'immigrata gallese di Fulham e suo padre, Ingvard Eversen Nielsen (1901-1975), era un agente della Régia polizia a cavallo canadese di origine danese. Aveva due fratelli; il più grande, Erik, fu Vice-Primo ministro del Canada a metà degli anni ottanta.

### Primi anni
Da giovane Nielsen voleva scappare di casa per l'aggressività del padre, che picchiava spesso la moglie e usava la violenza per educare i figli. Nielsen attribuiva la sua abilità recitativa alla necessità di mentire al padre per evitare di essere maltrattato. Un giorno, mentre puniva Leslie e i suoi fratelli, Ingvard si colpì accidentalmente alla gamba con la cinghia, si rese conto della sua durezza e pose fine ai maltrattamenti.
Lo zio di Leslie Nielsen, Jean Hersholt, era un attore noto soprattutto per il suo ruolo da protagonista nel radiodramma Dr. Christian e i seguenti film e serie televisive. In un'intervista del 1994 Nielsen raccontò che le reazioni della gente quando provava di essere il nipote di Hersholt gli facevano pensare che il mestiere della recitazione "forse non era una cattiva idea", anche se ai tempi era molto indeciso al riguardo. Nella stessa intervista confessò di rimpiangere il fatto che lo zio fosse morto senza averlo mai veramente conosciuto.
Nielsen visse per molti anni a Fort Norman (ora Tulita), nei Territori del Nord-Ovest, dove suo padre prestava servizio per la polizia a cavallo canadese. A diciassette anni, dopo essersi diplomato alla Victoria Composite High School di Edmonton, si arruolò nella Royal Canadian Air Force. Iniziò l'addestramento come artigliere aereo durante la seconda parte della seconda guerra mondiale, ma era troppo giovane per terminarlo o partecipare al conflitto.
Prima di iscriversi alla Lorne Green Academy of Radio Arts a Toronto, lavorò per un breve periodo come disc jockey in una radio di Calgary. Durante la sua permanenza a Toronto, Nielsen vinse una borsa di studio che gli permise di trasferirsi a New York per studiare teatro e musica alla Neighborhood Playhouse School of the Theatre ed esibirsi nel frattempo in un teatro itinerante attivo in estate. In seguito frequentò l'Actors Studio fino alla sua prima comparsa televisiva nel 1948, in un episodio di Westinghouse Studio One insieme a Charlton Heston, per la quale ricevette un compenso di 75 dollari.

### Esordi

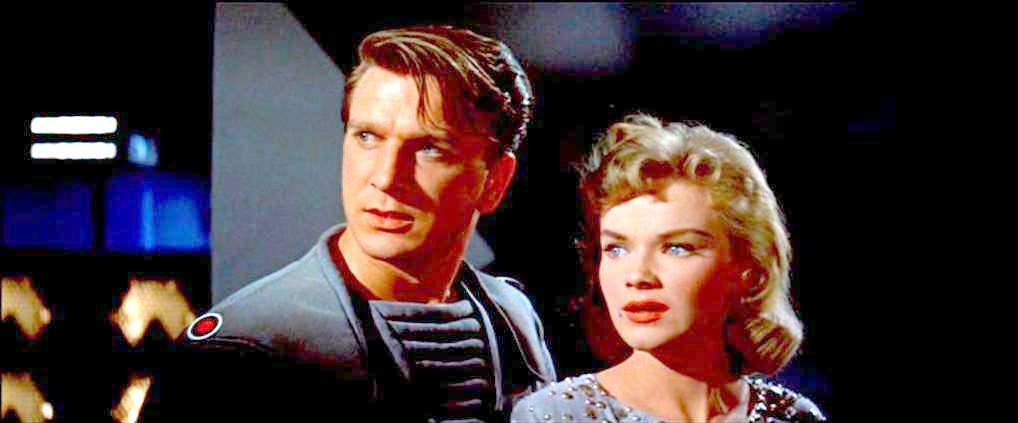
Leslie Nielsen con Anne Francis in Il pianeta proibito (1956)

Leslie Nielsen iniziò così la sua carriera da attore, composta da una prima fase senza eventi di particolare rilievo durante la cosiddetta "Età dell'oro della televisione", con quasi cinquanta comparse televisive dal vivo solo nel 1950, con un guadagno di 100 dollari a spettacolo. Nel 1956 fece il suo debutto in un lungometraggio nel film musicale di Michael Curtiz Il re vagabondo, che si rivelò un fiasco. Nonostante ciò Nielsen catturò l'attenzione del produttore Nicholas Nayfack, che gli offrì un provino per una parte nel film di fantascienza Il pianeta proibito, seguito da un contratto a lungo termine con la Metro-Goldwyn-Mayer.
Il nuovo film riscosse un grande successo e permise a Nielsen di ottenere altre parti in film della MGM come Il ricatto più vile (1956), Sesso debole? (1956) e Hot Summer Night (1957). Nel 1957 ottenne un ruolo da protagonista insieme a Debbie Reynolds nella commedia romantica Tammy fiore selvaggio. La sua interpretazione lo rese noto al pubblico come attore drammatico e romantico. Tuttavia Nielsen, deluso dalla bassa qualità dei film che gli venivano offerti, lasciò la MGM, ma solo dopo aver partecipato al provino per la parte di Messala nel kolossal Ben-Hur, vinta poi da Stephen Boyd.
Dopo aver lasciato gli studi, si assicurò un ruolo da protagonista nella miniserie The Swamp Fox, prodotta dalla Disney, nei panni del rivoluzionario americano Francis Marion. In un'intervista del 1998 Nielsen dichiarò che lavorare per la serie fu "una grande esperienza, perché quelli della Disney non fanno gli spettacoli come tutti gli altri, che esigono un episodio a settimana. [...] Noi dovevamo solo farne uno al mese, e i soldi erano tantissimi per una TV del periodo. Giravamo in esterno, non nello studio con degli sfondi da quattro soldi, e avevamo degli autentici costumi." Tra il 1959 e il 1961 andarono in onda otto episodi.
Le sue comparse televisive includono parti in Justice, Alfred Hitchcock presenta, Il virginiano e Selvaggio West. Nel 1961 fu protagonista dell'unica stagione della serie poliziesca The New Breed. Nel 1968 fu membro del cast originale della popolare serie Hawaii Squadra Cinque Zero, e comparve poi nel settimo episodio della settima stagione. Nel 1969 interpretò il ruolo del vicecommissario Sam Danforth nell'unica stagione di In nome della giustizia, altra serie televisiva di genere poliziesco. Nel 1971 Nielsen ebbe una parte come special guest star in un episodio della fortunata serie tv Colombo (1x05, Incidente premeditato); l'anno successivo comparve nel film L'avventura del Poseidon nei panni del capitano della nave e nel 1975 tornò a recitare in Colombo (5x03, Doppio gioco). Le sue ultime parti, prima di interpretare ruoli prevalentemente comici, furono nel film catastrofico di produzione canadese Città in fiamme (1979) e nel film horror Non entrate in quella casa (1980).

### Affermazione e ultimi anni
(Roger Ebert)

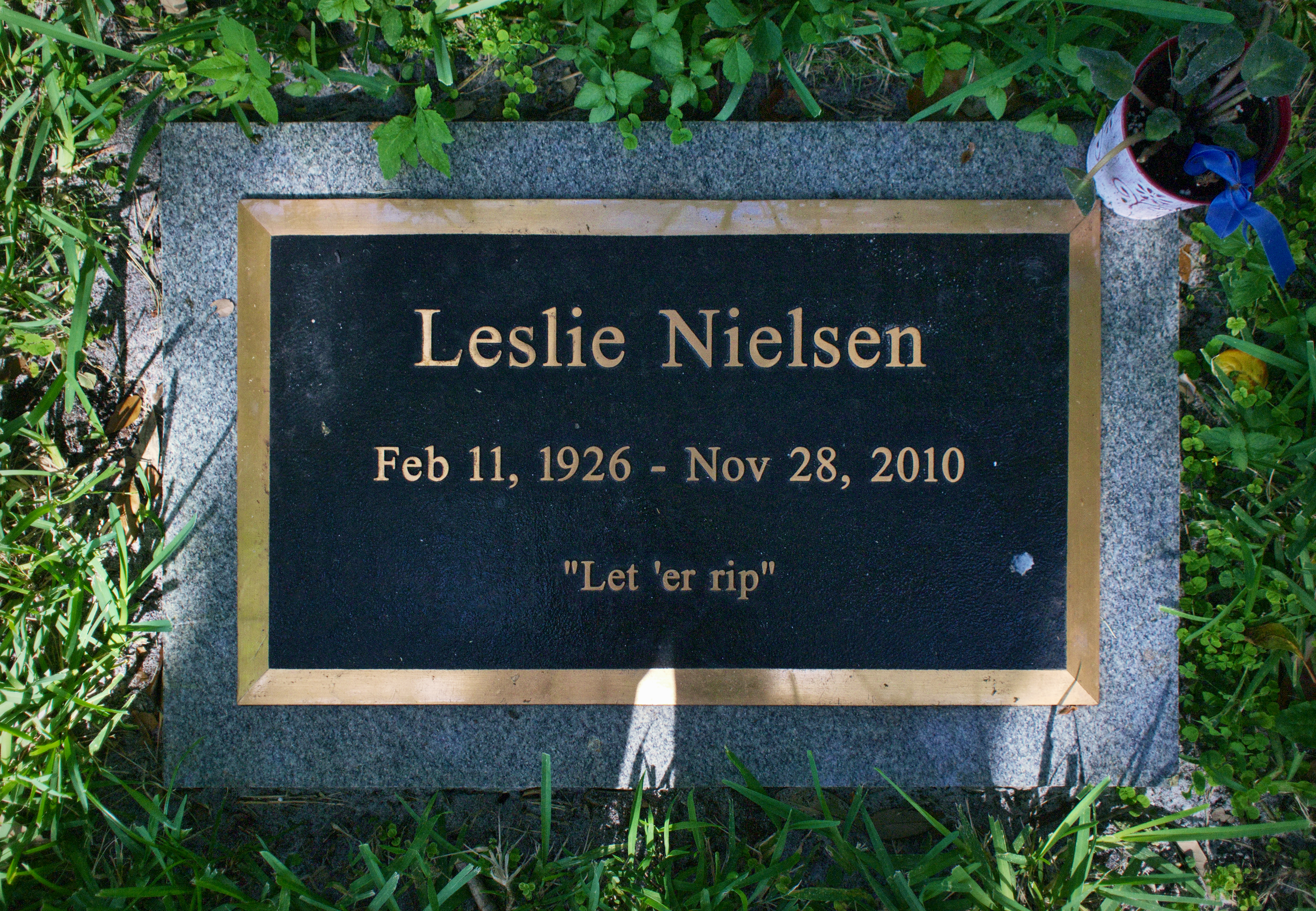
La lapide di Leslie Nielsen e il suo epitaffio

La sua immagine di attore drammatico fu capovolta a favore dei successivi film del filone comico-demenziale degli anni ottanta sotto l'egida della ditta Zucker-Abrahams-Zucker, come appunto L'aereo più pazzo del mondo (1980) e la trilogia di Una pallottola spuntata (1988, 1991, 1994), che parodiavano i film catastrofici, polizieschi e horror in voga nella cinematografia del periodo. In Italia è apparso in S.P.Q.R. - 2000 e ½ anni fa (1994), di Carlo Vanzina e nello stesso periodo Mel Brooks lo scelse come protagonista per la sua ultima regia Dracula morto e contento (1995).
Negli ultimi anni Nielsen interpretò ruoli più impegnati, si dedicò al teatro, al doppiaggio di cartoni animati, e prestò la voce a spot pubblicitari e programmi per l'infanzia. Non rinnegò comunque la sua verve comica: partecipò infatti al terzo (2003) e quarto episodio (2006) della fortunata serie comico-parodistica Scary Movie, diretta dall'amico David Zucker e al film Superhero - Il più dotato fra i supereroi (2008), anch'esso di genere comico-parodistico.
Nel novembre 2010 Nielsen fu ricoverato per polmonite nell'ospedale di Fort Lauderdale, in Florida. Il 28 novembre Doug Nielsen, suo nipote, annunciò alla stazione radio canadese CJOB che lo zio era morto nel sonno intorno alle 17:30 EST per complicazioni, circondato dai familiari e dagli amici. Dopo i funerali, il suo corpo è stato sepolto nel cimitero di Evergreen, a Fort Lauderdale, Florida; il suo epitaffio recita Let 'er rip, espressione idiomatica che si riferisce alle flatulenze e al suo amore per gli scherzi con il cuscino rumoroso giocando con una seconda interpretazione, "Lasciatelo riposare in pace".

## Vita privata
Leslie Nielsen era un grande appassionato di golf, uno dei suoi passatempi preferiti. Nielsen scherzava sulla sua visione del golf, affermando che non aveva nessuna ambizione sportiva, ma che sperava di lavorare a sufficienza per mantenere il suo stato di celebrità che gli permetteva di essere invitato a partecipare ai tornei. Il suo interesse verso lo sport lo portò a girare numerosi filmati istruttivi in chiave comica.
Nipote dell'attore Jean Hersholt, Nielsen è stato sposato quattro volte: con la cantante Monica Boyer dal 1950 al 1956; con Alisande Ullman (dalla quale ebbe due figlie, Maura e Thea Nielsen) dal 1958 al 1973; con Brooks Oliver dal 1981 al 1983 e con l'attrice Barbaree Earl dal 2001 fino alla sua morte. Nielsen è stato anche sostenitore del Partito Repubblicano.

## Onorificenze
Nel 1988 Leslie Nielsen fu la 1884ª personalità a ottenere una stella sulla Hollywood Walk of Fame al 6541 di Hollywood Boulevard. Nel 1995 ricevette il Jack Benny Award della UCLA per i suoi ruoli comici. Nel 2001 fu inserito nella Canada's Walk of Fame. L'anno seguente fu eletto Ufficiale dell'Ordine del Canada, anche se aveva ottenuto la naturalizzazione statunitense. Nonostante la cittadinanza americana, non rinnegava le sue origini canadesi ma anzi sosteneva che fosse impossibile perderle, e considerava la bontà e la premurosità caratteristiche tipiche dei suoi connazionali.
Il 20 febbraio 2002 fu nominato cittadino onorario della Virginia Occidentale e "Ambasciatore della Benevolenza del Mountain State". Nel 2003 la Grant MacEwan University gli intitolò la sua scuola di comunicazione. Nello stesso anno la ACTRA, sindacato dei lavoratori del cinema, televisione e radio canadesi, gli conferì il premio ACTRA Award of Excellence. Il 19 maggio 2005, durante i festeggiamenti per il centenario della nascita della sua provincia, il Saskatchewan, Nielsen ebbe la possibilità di conoscere la Regina del Regno Unito Elisabetta II

## Filmografia parziale

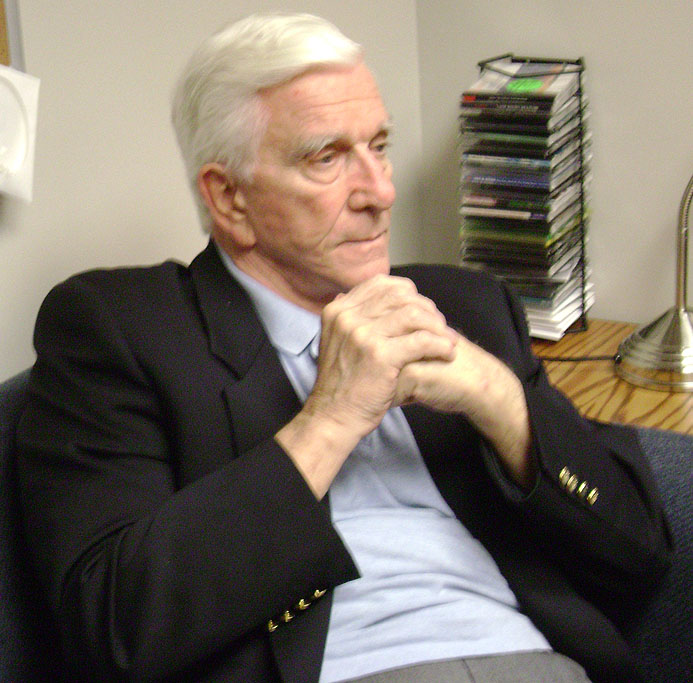
Leslie Nielsen nel marzo 2009 alla DeSales University, Center Valley, Pennsylvania

### Cinema
- Il ricatto più vile (Ransom!), regia di Alex Segal (1956)
- Il pianeta proibito (Forbidden Planet), regia di Fred M. Wilcox (1956)
- Il re vagabondo (The Vagabond King), regia di Michael Curtiz (1956)
- Sesso debole? (The Opposite Sex), regia di David Miller (1956)
- Una calda notte d'estate (Hot Summer Night), regia di David Friedkin (1957)
- Tammy fiore selvaggio (Tammy and the Bachelor), regia di Joseph Pevney (1957)
- La legge del più forte (The Sheepman), regia di George Marshall (1958)
- Night Train to Paris, regia di Robert Douglas (1964)
- Jean Harlow, la donna che non sapeva amare (Harlow), regia di Gordon Douglas (1965)
- Dark Intruder, regia di Harvey Hart (1965)
- I dominatori della prateria (The Plainsman), regia di David Lowell Rich (1966)
- Beau Geste, regia di Douglas Heyes (1966)
- Sparatorie ad Abilene (Gunfight in Abilene), regia di William Hale (1967)
- The Reluctant Astronaut, regia di Edward Montagne (1967)
- Sinfonia di guerra (Counterpoint), regia di Ralph Nelson (1967)
- Rosie!, regia di David Lowell Rich (1967)
- I diavoli di Dayton (Dayton's Devils), regia di Jack Shea (1968)
- How to Commit Marriage, regia di Norman Panama (1969)
- Change of Mind, regia di Robert Stevens (1969)
- I quattro sul sentiero di sparo (Four Rode Out), regia di John Peyser (1970)
- Settimo potere (The Resurrection of Zachary Wheeler), regia di Bob Wynn (1971)
- L'avventura del Poseidon (The Poseidon Adventure), regia di Ronald Neame (1972)
- Project: Kill, regia di William Girdler (1976)
- Grand Jury, regia di Christopher Cain (1976)
- Future animals (Day of the Animals), regia di William Girdler (1977)
- Le strabilianti avventure di Superasso (Viva Knievel!), regia di Gordon Douglas (1977)
- Poliziotto privato: un mestiere difficile (The Amsterdam Kill), regia di Robert Clouse (1977)
- Sixth and Main, regia di Christopher Cain (1977)
- Città in fiamme (City on Fire), regia di Alvin Rakoff (1979)
- L'aereo più pazzo del mondo (Airplane!), regia di Zucker-Abrahams-Zucker (1980)
- Non entrate in quella casa (Prom Night), regia di Paul Lynch (1980)
- A Choice of Two, regia di John Howe (1981)
- Creepshow, regia di George A. Romero (1982)
- Obiettivo mortale (Wrong Is Right), regia di Richard Brooks (1982)
- L'aereo più pazzo del mondo... sempre più pazzo (Airplane II: The Sequel), non accreditato, regia di Ken Finkleman (1982)
- Foxfire Light, regia di Allen Baron (1982)
- The Creature Wasn't Nice, regia di Bruce Kimmel (1983)
- The Patriot - Progetto mortale (The Patriot), regia di Frank Harris (1986)
- Soul Man, regia di Steve Miner (1986)
- Home Is Where the Hart Is, regia di Rex Bromfield (1987)
- Pazza (Nuts), regia di Martin Ritt (1987)
- Curve pericolose (Dangerous Curves), regia di David Lewis (1988)
- Una pallottola spuntata (The Naked Gun: From the Files of Police Squad!), regia di David Zucker (1988)
- Riposseduta (Repossessed), regia di Bob Logan (1990)
- Una pallottola spuntata 2½ - L'odore della paura (The Naked Gun 2½: The Smell of Fear), regia di David Zucker (1991)
- Caro Babbo Natale (All I Want for Christmas), regia di Robert Lieberman (1991)
- Guerrieri del surf (Surf Ninjas), regia di Neal Israel (1993)
- Digger, regia di Rob Turner (1993)
- Una pallottola spuntata 33⅓ - L'insulto finale (The Naked Gun 33⅓: The Final Insult), regia di Peter Segal (1994)
- S.P.Q.R. - 2000 e ½ anni fa, regia di Carlo Vanzina (1994)
- Dracula morto e contento (Dracula: Dead and Loving It), regia di Mel Brooks (1995)
- Spia e lascia spiare (Spy Hard), regia di Rick Friedberg (1996)
- Family Plan - Un'estate sottosopra (Family Plan), regia di Fred Gerber (1997)
- Mr. Magoo, regia di Stanley Tong (1997)
- Il fuggitivo della missione impossibile (Wrongfully Accused), regia di Pat Proft (1998)
- Pirates: 3D Show, regia di Keith Melton – cortometraggio (1999)
- 2001 - Un'astronave spuntata nello spazio (2001: A Space Travesty), regia di Allan A. Goldstein (2000)
- Camouflage - Professione detective (Camouflage), regia di James Keach (2001)
- Alaska - Sfida tra i ghiacci (Kevin of the North), regia di Bob Spiers (2001)
- Men with Brooms, regia di Paul Gross (2002)
- Scary Movie 3 - Una risata vi seppellirà, regia di David Zucker (2003)
- Scary Movie 4, regia di David Zucker (2006)
- Music Within, regia di Steven Sawalich (2007)
- Superhero - Il più dotato fra i supereroi (Superhero Movie), regia di Craig Mazin (2008)
- An American Carol, regia di David Zucker (2008)
- Slap Shot 3 (Slap Shot 3: The Junior League), regia di Richard Martin (2008)
- Horror Movie (Stan Helsing), regia di Bo Zenga (2009)
- Spanish Movie, regia di Javier Ruiz Caldera (2009)
- Stonerville, regia di Bill Corcoran (2010)
- The Waterman Movie, regia di Matt L. Lockhart (2010) - voce

### Televisione

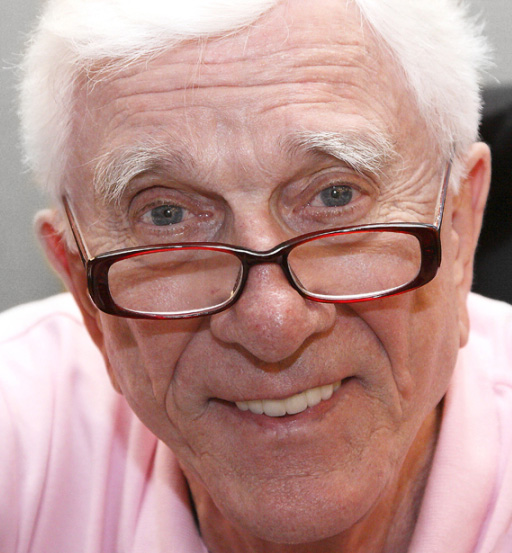
Leslie Nielsen nel 2008

- Lights Out – serie TV, 4 episodi (1950-1952)
- Alfred Hitchcock presenta (Alfred Hitchcock Presents) – serie TV, episodi 4x05-6x38 (1958-1961)
- Gli uomini della prateria (Rawhide) – serie TV, episodio 1x18 (1959)
- Goodyear Theatre – serie TV, episodio 3x04 (1959)
- General Electric Theater – serie TV, episodi 7x30-9x02 (1959-1960)
- Thriller – serie TV, episodio 1x01 (1960)
- Ben Casey – serie TV, 2 episodi (1963-1965)
- L'ora di Hitchcock (The Alfred Hitchcock Hour) – serie TV, episodio 2x13 (1964)
- The Nurses – serie TV, episodio 2x35 (1964)
- Il virginiano (The Virginian) – serie TV, 5 episodi (1964-1969)
- Selvaggio west (The Wild Wild West) – serie TV, episodio 1x09 (1965)
- Convoy – serie TV, episodio 1x09 (1965)
- I giorni di Bryan (Run for Your Life) – serie TV, episodio 1x28 (1966)
- Bonanza – serie TV, episodio 8x20 (1967)
- Cimarron Strip – serie TV, episodio 1x11 (1967)
- Operazione ladro (It Takes a Thief) – serie TV, episodio 1x01 (1968)
- La grande vallata (The Big Valley) – serie TV, episodio 4x23 (1969)
- Amore extraterrestre (Night Slaves), regia di Ted Post – film TV (1970)
- Mistero in galleria (Night Gallery) – serie TV, episodio 2x6a (1971)
- Snatched, regia di Sutton Roley – film TV (1973)
- M*A*S*H – serie TV, 1 episodio (1973)
- Kojak – serie TV, episodio 2x15 (1974)
- Le strade di San Francisco (The Streets of San Francisco) – serie TV, episodi 1x26-2x04-3x01 (1973-1974)
- Cannon – serie TV, episodi 4x10-5x06 (1974-1975)
- Colombo (Columbo) – serie TV, episodi 1x05-5x03 (1971-1975)
- Fantasilandia (Fantasy Island) – serie TV, un episodio (1978)
- La lunga notte (The Night the Bridge Fell Down), regia di Georg Fenady – miniserie TV (1979)
- Quelli della pallottola spuntata (Police Squad!) – serie TV, 6 episodi (1982)
- La signora in giallo (Murder, She Wrote) – serie TV, episodi 1x13-3x06 (1985-1986)
- Autostop per il cielo (Highway to Heaven) – serie TV, episodio 3x25 (1987)
- L'occasione della mia vita (Chance of a Lifetime), regia di Jonathan Sanger – film TV (1991)
- Due South - Due poliziotti a Chicago (Due South) – serie TV, 4 episodi (1994-1999)
- Harvey, regia di George Schaefer – film TV (1996)
- Chi sono? Babbo Natale? (Santa Who?), regia di William Dear – film TV (2000)
- Doctor*Ology – serie TV, 11 episodi (2007)

## Opere pubblicate
Con l'autore David Fisher, Nielsen ha scritto una finta autobiografia nel 1993 intitolata The Naked Truth (che riprende il titolo originario de Una pallottola spuntata, ovvero The Naked Gun, ma che significa anche "La nuda verità"). Il libro è scritto in uno stile farsesco simile a quello utilizzato in ambito cinematografico per la serie di Una pallottola spuntata.

## Riconoscimenti
- MTV Movie & TV Awards
  - 1992 – Candidatura al miglior bacio (condiviso con Priscilla Presley) per Una pallottola spuntata 2½ - L'odore della paura
- Premio Emmy
  - 1982 – Candidatura al migliore attore in una serie comica o commedia per Quelli della pallottola spuntata
  - 1989 – Candidatura al migliore attore ospite in una serie comica o commedia per Day by Day
- American Comedy Awards
  - 1989 – Candidatura all'attore più divertente in un film per Una pallottola spuntata

## Doppiatori italiani
Nelle versioni in italiano delle opere in cui ha recitato, Leslie Nielsen è stato doppiato da:
- Sergio Rossi in L'aereo più pazzo del mondo, Quelli della pallottola spuntata, La signora in giallo (ep. 3x06), Cuori senza età, Soul Man, Una pallottola spuntata, Una pallottola spuntata 2½ - L'odore della paura, Una pallottola spuntata 33⅓ - L'insulto finale, S.P.Q.R. - 2000 e ½ anni fa, Dracula morto e contento, Bambini a noleggio, Harvey
- Michele Kalamera in Riposseduta, Guerrieri del surf, Mr. Magoo, Chi sono? Babbo Natale?, Camouflage - Professione Detective, Alaska - Sfida tra i ghiacci, Slap Shot 3
- Sandro Iovino in Spia e lascia spiare, Scary Movie 3 - Una risata vi seppellirà, Scary Movie 4, Doctor*Ology, Superhero - Il più dotato fra i supereroi, Horror Movie
- Renato Turi in Il ricatto più vile, La legge del più forte, Jean Harlow, la donna che non sapeva amare
- Sergio Graziani in Sparatorie ad Abilene, Sinfonia di guerra, Caro Babbo Natale
- Pietro Biondi in Città in fiamme, Family Plan - Un'estate sottosopra
- Carlo D'Angelo in Il pianeta proibito
- Emilio Cigoli in Il re vagabondo
- Nando Gazzolo in Tammy fiore selvaggio
- Paolo Ferrari in  Colombo (ep. 1x05)
- Giancarlo Maestri in Colombo (ep. 5x03)
- Giorgio Piazza in L'avventura del Poseidon
- Franco Odoardi in M*A*S*H
- Gino La Monica in Poliziotto privato: un mestiere difficile
- Silvano Tranquilli in Love Boat (ep. 1x22)
- Mauro Bosco in Non entrate in quella casa
- Giorgio Gusso in Creepshow
- Vittorio Congia in Obiettivo mortale
- Riccardo Garrone in Detective per amore
- Walter Maestosi in La signora in giallo (ep. 1x14)
- Pino Locchi in Pazza
- Michele Gammino in L'occasione della mia vita
- Marco Balbi in Due South - Due poliziotti a Chicago
- Antonio Colonnello in Il fuggitivo della missione impossibile
- Adalberto Maria Merli in 2001 - Un'astronave spuntata nello spazio